# Małgorzata Ewa Muc-Wierzgoń
Małgorzata Ewa Muc-Wierzgoń (ur. 17 sierpnia 1959 w Stąporkowie) – polska lekarka, prof. dr hab. n. med. o specjalności chorób wewnętrznych i diabetologii.

## Życiorys
Świadectwo dojrzałości uzyskała w 1977 w Liceum Ogólnokształcącym w Wodzisławiu Śląskim. Następnie podjęła studia medyczne na Wydziale Medycznym Śląskiej Akademii Medycznej w Zabrzu, które ukończyła z wyróżnieniem w 1983. W 1999 uzyskała stopień naukowy doktora nauk medycznych na podstawie przedstawionego dorobku naukowego oraz rozprawy Modelowanie aktywności biologicznej czynnika martwicy nowotworów (TNF alfa) i jego rozpuszczalnych receptorów w wybranych schorzeniach o przebiegu ostrym i przewlekłym. Tytuł naukowy profesora nauk medycznych uzyskała w 2005. Mieszka w Gliwicach.